# Дублін
Ду́блін (також Даблін від англ. Dublin, ірл. Baile Átha Cliath — Балє-Ага-Кліа [bˠalʲə aːha klʲiə]) — столиця Ірландії. Місто в гирлі річки Ліффі, що впадає в Дублінську затоку Ірландського моря. Населення 1450701 (2022), з передмістями — приблизно 2 мільйони.

## Етимологія назви
Назва міста походить від ірландського Dubh Linn — «чорний ставок». Традиційно гельською абеткою, яку використовують в ірландській мові, bh писали з крапкою над b, тобто Du ḃ Linn або Duḃlinn. Франкомовні нормани пропустили крапку і писали назву як Develyn або Dublin.
Існує гіпотеза, що назва міста походить від ісландського djúp lind («глибока заплава»). Однак Дублін називали Dubh Linn ще до того, як норвезькі вікінги вперше з'явилися біля берегів острова Ірландії.
Сучасна назва міста пишеться ірландською як Baile Átha Cliath (поселення біля броду) Ця назва вперше зустрічається в анналах Ульстера 1368 року. Áth Cliath — топонім, який посилається на пункт переправи вбрід через річку Ліффі біля вокзалу Heuston Station. Baile Átha Cliath — так називали ранній християнський монастир, який, як вважають, був розташований в районі вулиці Angier, де сьогодні стоїть церква Святого Валентина. Через довжину назви місто інколи називають просто BÁC. Сучасне місто зберігає змішану англо-ірландську й оригінальну ірландську назви.

## Історія

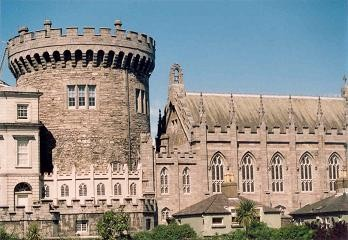
Фортеця у Дубліні

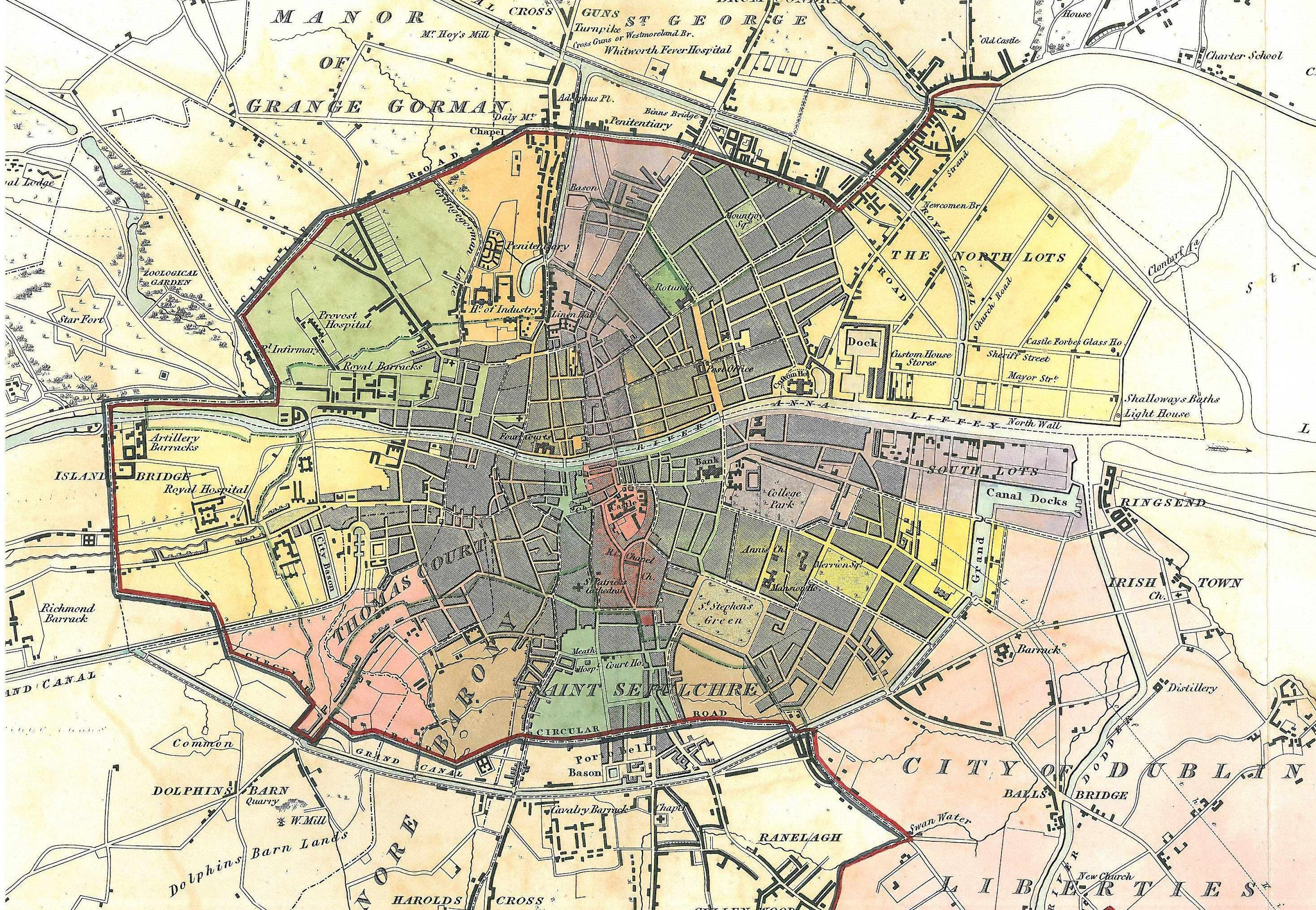
Карта міста Дублін 1837 року

Місто виникло при злитті поселень Dubh Linn («глибокий затон» або «темна гавань») і Baile Atha Cliath («місце у броду, зарослого лозою») десь близько 700 року нової ери. Історично місто Дублін та околиці належали до давнього ірландського королівства Ленстер (Лагін). У VIII столітті місто і околиці завоювали вікінги, заснувавши невелике королівство Дублін. Після того як ірландські королі розгромили вікінгів, вони посадили в королівстві Дублін свою ірландську династію.
Після англо-норманського завоювання у ХІІ столітті Дублін став столицею так званого Пейлу — англійської колонії в Ірландії, а потім, після розширення англійських володінь Дублін став столицею «королівства Ірландії», що було під владою Англії. З початку англійського правління з XII століття Дублін був столицею різних державних утворень на острові.
Оборона міста спиралася на Дублінський замок, побудований англійцями в XIII столітті. 1348 року в Дубліні була епідемія чуми — майже все населення вимерло. На Дублін неодноразово здійснювали походи ірландські повстанці під час нескінченних повстань за незалежність Ірландії. З XVII століття місто швидко росло, і свого часу було другим за величиною містом Сполученого Королівства Велика Британія.
1916 року Дублін став ареною Великоднього повстання за незалежність Ірландії. Особливо жорстокі бої між повстанцями та британськими військами точилися біля поштамту. Після проголошення незалежності Ірландії в 1922 році, місто стало столицею ірландської держави, де в червні-липні тривали вуличні бої.

## Географія

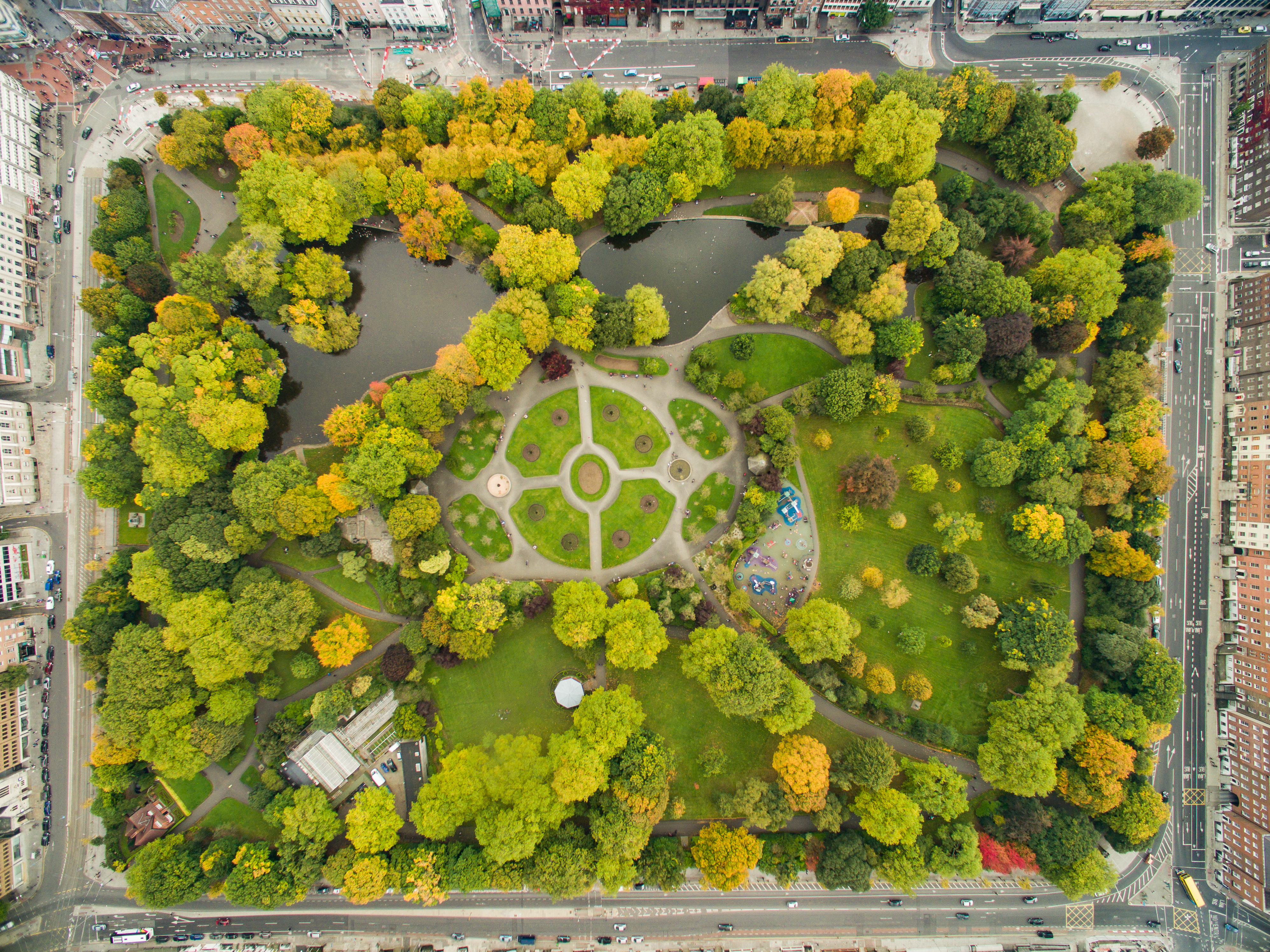
Парк Святого Стівена

### Розташування
Дублін займає площу майже 115 км ². Річка Ліффі, найбільша річка, що протікає територією сучасного Дубліна із заходу на схід, поділяє нинішнє місто приблизно на дві рівні частини: північну і південну. Сама річка впадає в Ірландське море. Вона тривалий час була перешкодою через свою заболоченість із західного боку та в гирлі. Але заболоченість річки протягом століть поступово долалася за допомогою укріплення берегів річки та засипання боліт. За останні роки рівень води в річці трохи піднявся.

### Клімат
Клімат Дубліна помірно-морський, з характерними м'якими зимами, прохолодним літом і відсутністю різких перепадів температур. Максимальна температура в січні — 8 °C, у липні — 20 °C. Найсонячніші місяці — червень і липень. Найвологіші місяці року — це грудень і серпень, протягом кожного з яких випадає від 74 мм опадів і вище. Найсухіший місяць — квітень, до 45 мм. Середньорічна кількість опадів становить 762 мм. Це менше, ніж у Сіднеї, Нью-Йорку і навіть у Далласі. Внаслідок високого показника широти, на якій знаходиться Дублін, світлий час доби може обчислюватися 19 годинами, а короткі зимові дні тривають до 9 годин. Найхолодніші місяці — грудень, січень і лютий. Температура влітку в останні роки була істотно вище середньостатистичних показників, наприклад 31 °C у липні 2006, тобто більше 11 °C звичайного максимуму. Це пояснюється загальним підвищенням температури на планеті. З листопада по квітень випадає сніг, але він тримається трохи більше 4-5 днів. Град випадає частіше, ніж сніг, і найбільш часто випадає протягом зимових та весняних місяців. Грози бувають рідко і зазвичай трапляються влітку.
| Клімат Дубліна          | Клімат Дубліна | Клімат Дубліна | Клімат Дубліна | Клімат Дубліна | Клімат Дубліна | Клімат Дубліна | Клімат Дубліна | Клімат Дубліна | Клімат Дубліна | Клімат Дубліна | Клімат Дубліна | Клімат Дубліна | Клімат Дубліна |
| Показник                | Січ.           | Лют.           | Бер.           | Квіт.          | Трав.          | Черв.          | Лип.           | Серп.          | Вер.           | Жовт.          | Лист.          | Груд.          | Рік            |
| Абсолютний максимум, °C | 16,5           | 16,2           | 17,2           | 20,5           | 23,5           | 25,7           | 27,6           | 28,7           | 24,6           | 21             | 18             | 16,2           | 28,7           |
| Середній максимум, °C   | 8,1            | 8,3            | 10,2           | 12,1           | 14,8           | 17,6           | 19,5           | 19,2           | 17             | 13,6           | 10,3           | 8,3            | 13,3           |
| Середня температура, °C | 5,3            | 5,3            | 6,8            | 8,3            | 10,9           | 13,6           | 15,6           | 15,3           | 13,4           | 10,5           | 7,4            | 5,6            | 9,8            |
| Середній мінімум, °C    | 2,4            | 2,3            | 3,4            | 4,6            | 6,9            | 9,6            | 11,7           | 11,5           | 9,8            | 7,3            | 4,5            | 2,8            | 6,4            |
| Абсолютний мінімум, °C  | −9,5           | −6,7           | −7,9           | −4             | −1,6           | 2,1            | 4,6            | 2,4            | 1,2            | −3,3           | −8,4           | −12,2          | −12,2          |
| Норма опадів, мм        | 62.6           | 48.8           | 52.7           | 54.1           | 59.5           | 66.7           | 56.2           | 73.3           | 59.5           | 79             | 72.9           | 72.7           | 758            |
| Днів з дощем            | 17             | 15             | 17             | 15             | 15             | 14             | 16             | 16             | 15             | 17             | 17             | 17             | 191            |
| Днів зі снігом          | 4,6            | 4,2            | 2,8            | 1,2            | 0,2            | 0              | 0              | 0              | 0              | 0              | 0,8            | 2,9            | 16,6           |
| Вологість повітря, %    | 90             | 85             | 85             | 80             | 80             | 80             | 80             | 85             | 85             | 85             | 90             | 90             | 84.6           |
| ----------------------- | -------------- | -------------- | -------------- | -------------- | -------------- | -------------- | -------------- | -------------- | -------------- | -------------- | -------------- | -------------- | -------------- |
| Джерело: Weatherbase    |                |                |                |                |                |                |                |                |                |                |                |                |                |

## Населення
Місто Дублін — це територія, якою керує міська рада Дубліна. Термін «Дублін» також вживають щодо традиційного графства Дублін (Дублінський регіон), до якого входять місто та округи Дун-Лірі–Ратдаун, Фінгал і Південний Дублін. За даними перепису 2016 року, населення міста Дублін становило 554 554 особи, тоді як населення передмісття становило 1 173 179 осіб. Населення округу Дублін становило 1 273 069 осіб, а Великого Дубліна — 1 904 806 осіб. Населення району швидко зростає, і за оцінками Центрального статистичного управління, до 2020 року їх кількість досягне 2,1 мільйона.
Після Другої світової війни італійці були найбільшою групою іммігрантів як у Дубліні, так і в Ірландії, і стали синонімом сфери громадського харчування та ресторанів. З кінця 1990-х років Дублін зазнав значного рівня імміграції, з найбільше прибуло з Європейського Союзу, особливо зі Сполученого Королівства, Польщі та Литви. Існує також імміграція з-за меж Європи, зокрема з Бразилії, Індії, Філіппін, Китаю та Нігерії. У Дубліні проживає більша частка нових прибульців, ніж у будь-якій іншій частині країни. Шістдесят відсотків азійського населення Ірландії проживає в Дубліні. Понад 15% населення Дубліна народилося за кордоном у 2006 році.

Демографічна піраміда Дубліну (графство)

Столиця приваблює найбільшу частку мігрантів-некатоликів з інших країн. Посилення секуляризації в Ірландії спричинило падіння регулярної відвідуваності католицької церкви в Дубліні з понад 90 відсотків у середині 1970-х років до 14 відсотків згідно з опитуванням 2011 року і менше. більше 2% в деяких областях. 
Згідно з переписом 2016 року, населення Дубліна становило 86,2% білих (включаючи 862 381 білих ірландців [72,5%], 132 846 інших білих [13,2%] і 5 092 [0,5%] білих ірландських мандрівників), 2% чорних (23 892) і 0,6% азійців (46 626). Крім того, 2,7% (27 412) мають інше етнічне чи культурне походження, тоді як 4,9% (49 092) не вказали свою етнічну приналежність. Що стосується релігії, 68,2% ідентифікували себе католиками, 12,7 % як інші зазначені релігії, причому 19,1% не мають релігії або не вказали релігії. 
Станом на липень 2018 року в Дублінському регіоні проживало 1367 сімей, які проживали в безхатченках або в інших аварійних помешканнях. 

## Економіка

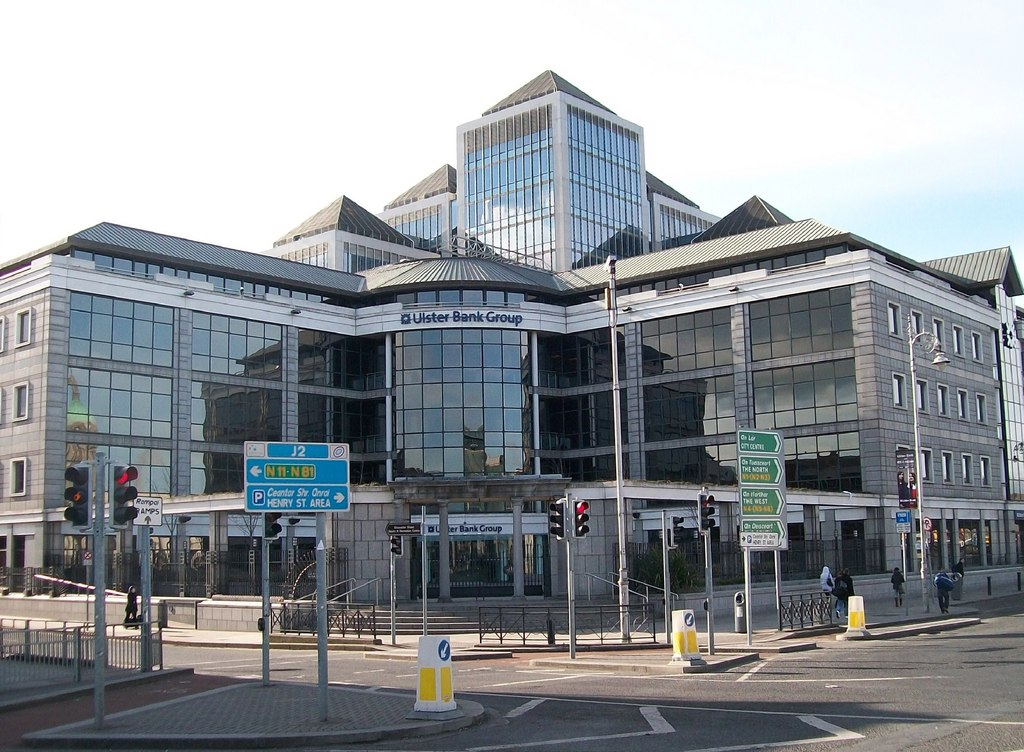
Ulster Bank

За останні 10-15 років Дублін зробив ривок в економічному розвитку, його іноді називають Кельтським Тигром. 2008 року місто займало 5 сходинку найдорожчих міст світу. Тут і одна з найвищих заробітних плат у світі — більше, ніж у Нью-Йорку та Лондоні, але менше ніж у Цюриху, Женеві та Осло.

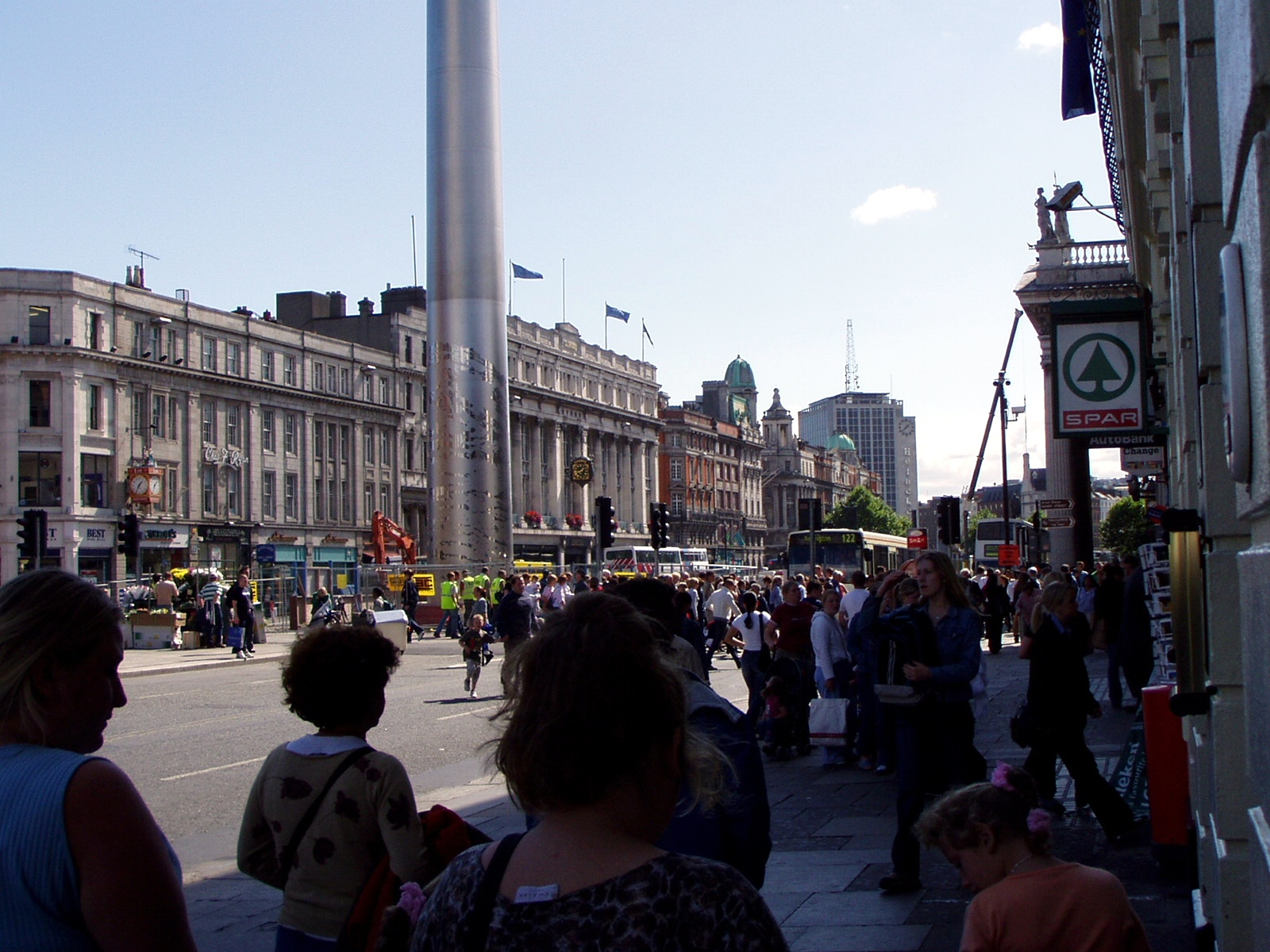
Вулиця O'Connell Street

Історично, пивоваріння було провідною галуззю дублінської промисловості: знамените пиво Guinness вариться у місті з 1759 року. Після здобуття незалежності Ірландією Дублін на противагу Корку та Белфасту став центром легкої промисловості.
З 1990-х років Дублін став центром інформаційних і комунікаційних технологій, Дублін вважається Кремнієвою долиною Європи, у ньому розташовані такі корпорації: Microsoft, Google, Amazon, PayPal, Yahoo!, Intel та Hewlett-Packard.
Банківська справа та фінанси також є важливими секторами економіки міста. Багато фінансових корпорацій мають свої штаб-квартири в місті: Citibank, Commerzbank. Також у Дубліні розташована Ірландська фондова біржа.

## Транспорт

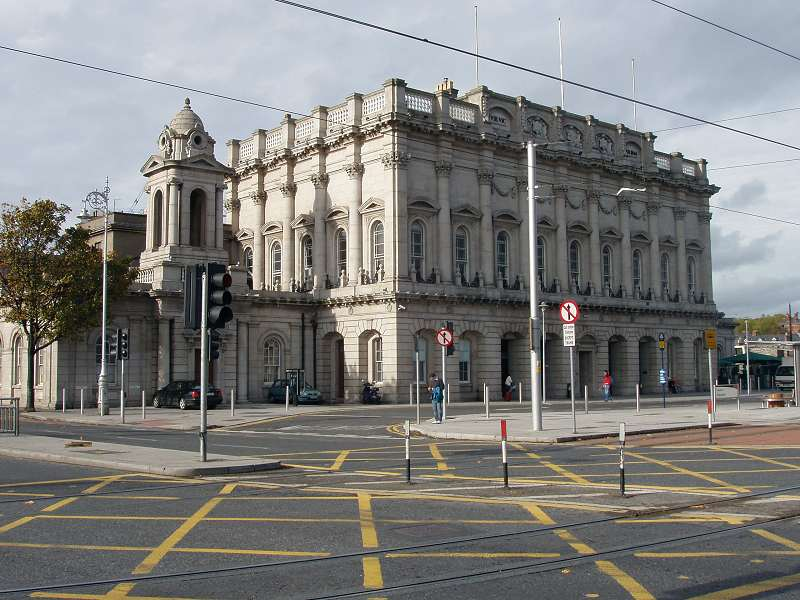
Залізнична станція Дублін Хьюстон

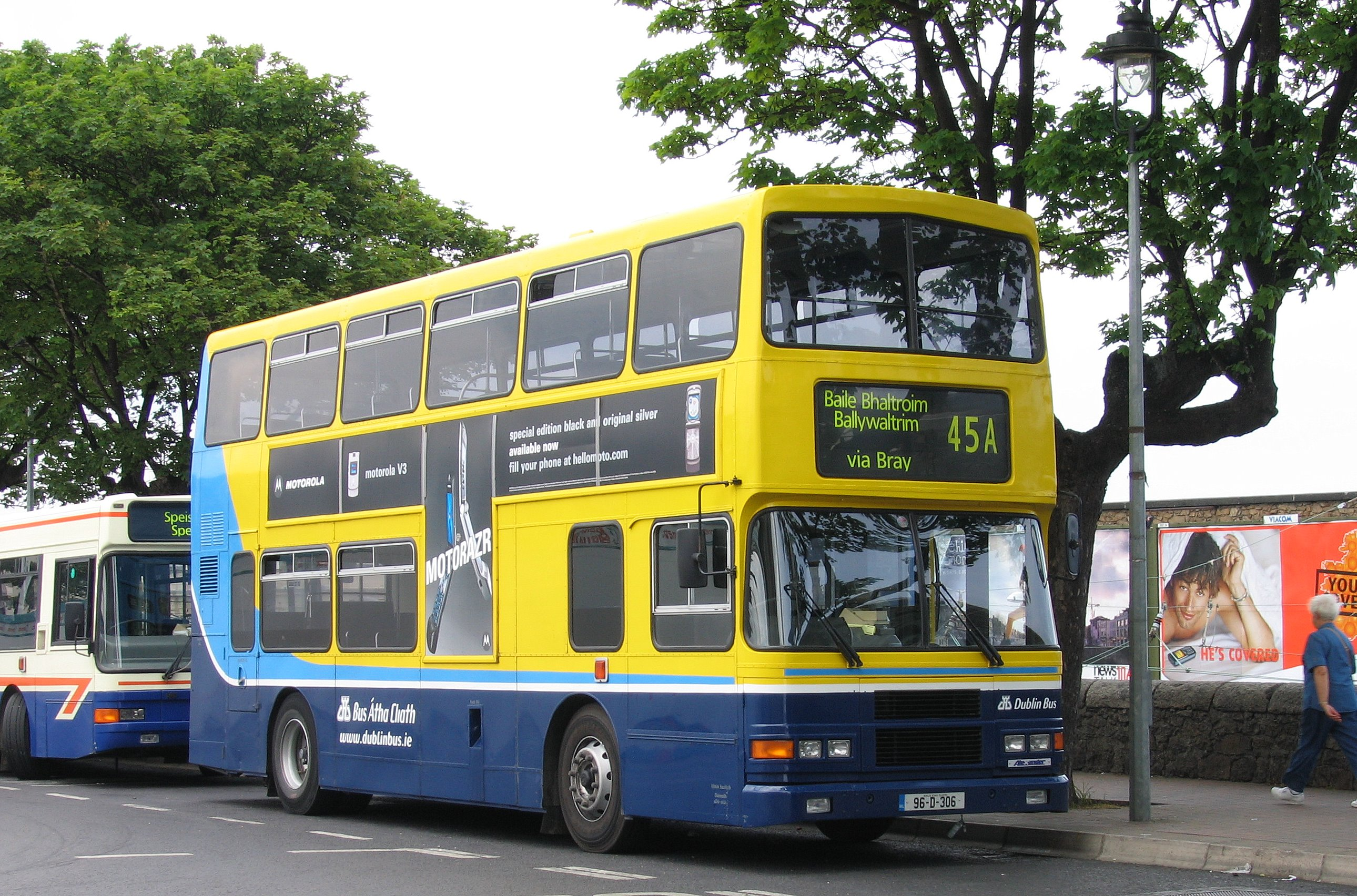
Типовий синьо-жовтий автобус Дубліна

У місті діє близько 200 автобусних маршрутів, більшість з котрих контролює Bus Átha Cliath, створена у 1987 році і належить компанії Córas Iompair Éireann, котра належить ірландському уряду. У Bus Átha Cliath працює 3408 і налічує 1067 автобусів. Є кілька різних рівнів тарифів, які застосовуються в автобусній мережі міста, проте найпоширенішим є тариф за проїжджену відстань.
Місто з'єднує з передмістями Дублінська приміська залізниця, вона налічує 5 окремих ліній.У середмісті розташована  станція Коннолі, найзавантаженіша залізнична станція Ірландії
Планується будівництво метрополітену, працює трамвай.
У Дубліні розташований порт та аеропорт.

## Культура

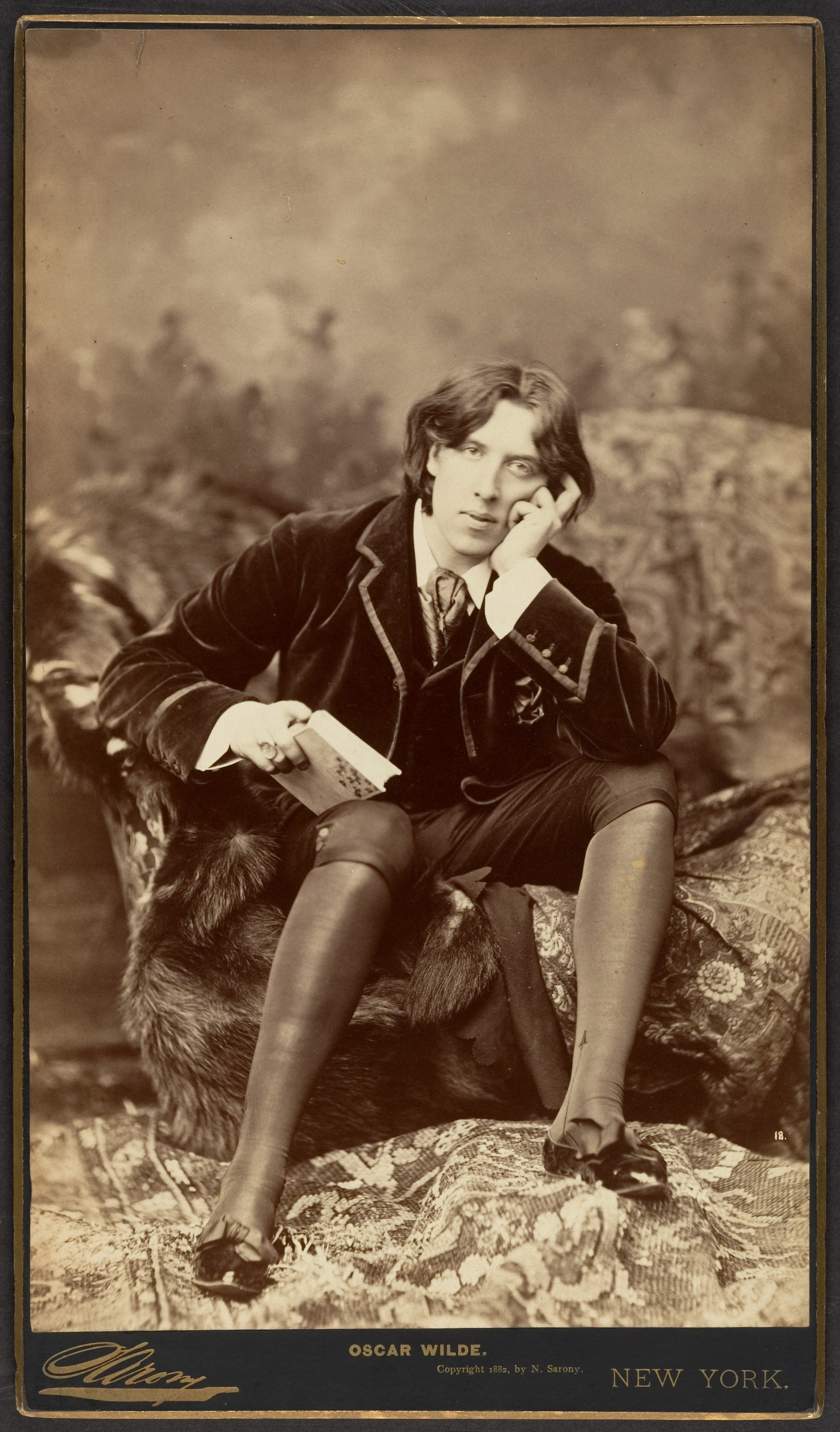
Оскар Вайлд

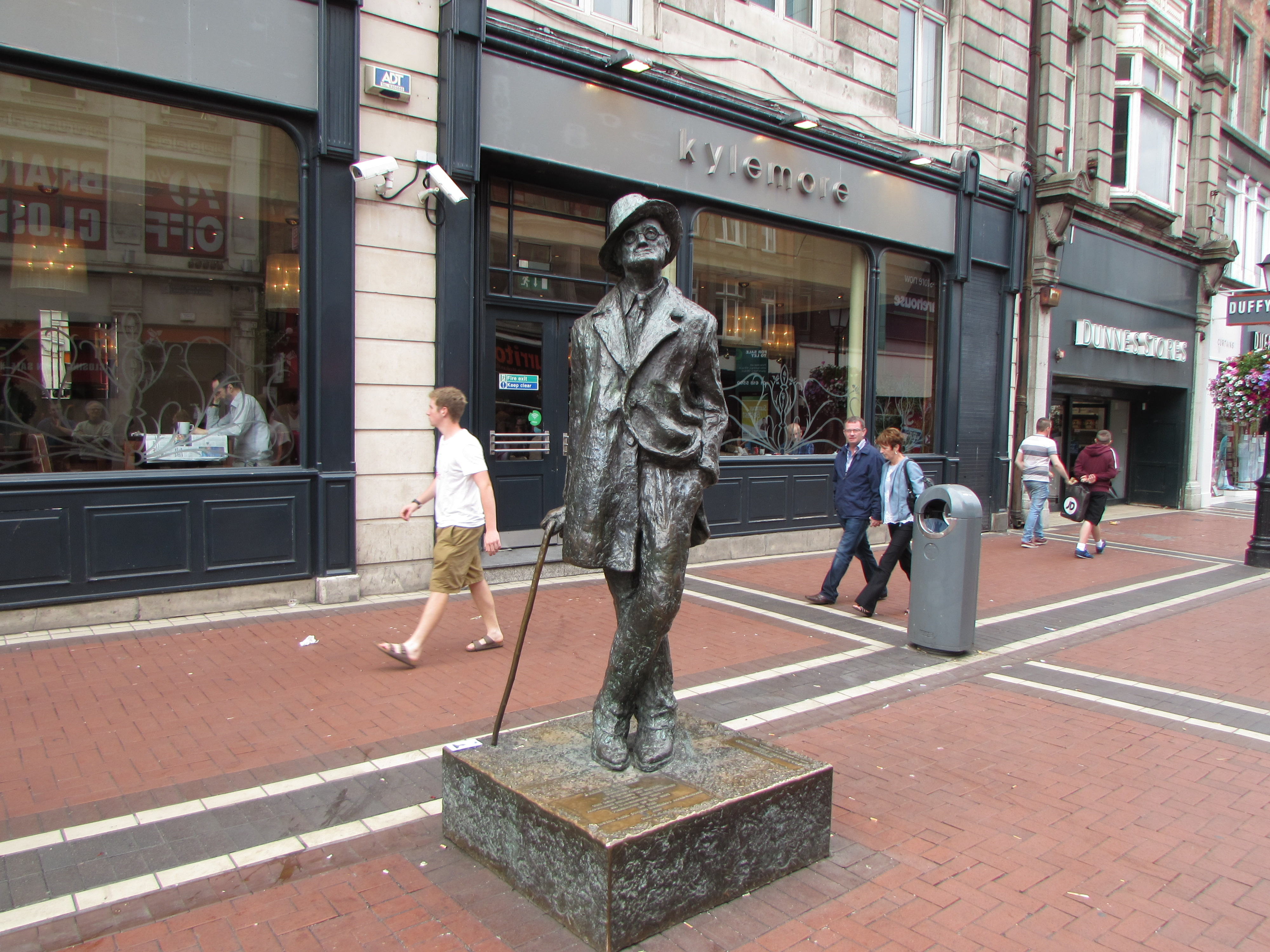
Статуя Джеймса Джойса. Вулиця Норс Ерл Стріт, Дублін

Дублін займає чільне місце в історії літератури як місто, котре подарувало світу безліч яскравих літературних талантів. Тут з'явилися на світ такі письменники, як Вільям Батлер Єйтс, Джордж Бернард Шоу і Семюел Беккет — лауреати Нобелівської премії з літератури. Інші відомі письменники та драматурги, уродженці Дубліна: Оскар Вайлд, Джонатан Свіфт і творець Дракули, Брем Стокер. Але найбільше Дублін відомий творами Джеймса Джойса. Цей письменник зі світовим ім'ям, один із «батьків» модернізму в літературі, надзвичайно популярний у себе на Батьківщині. Про ставлення ірландців до творчості Джойса можна судити по тому, що портрет письменника зображено на 50-фунтові купюрі. Твори письменника сповнені подробицями життя і побуту його сучасників, мешканців міста. Багато з його персонажів взято з образів реальних громадян знайомих і родичів Джойса. «Дублінці» — збірка новел Джойса про особистості й характери, типові для жителів міста на початку XX століття. Дія в його знаменитому творі, «Улісс», відбувається цілком у межах Дубліна, роман насичений топографічними деталями, барвистими замальовками з життя міста та алюзіями на події з його історії. Дж. М. Синг, Шин Окейсі, Брендон Беганн, Мейв Бінчі і Родді Доейл — інші широко відомі автори, народжені в Дубліні.
Найбільші бібліотеки та літературні музеї Ірландії знаходяться в Дубліні, включаючи Національний Музей Печатки Ірландії та Національну Бібліотеку Ірландії.
На театральних підмостках Дубліна грала ціла плеяда відомих акторів, включаючи Ноель Парселя, Брендон Гліссона, Стівена Рі, Коліна Фарелла і Габріеля Берне. У Дубліні розташовані й чотири найвідоміших театри країни: Гейті, Еббі, Олімпія та театр Гейт. Гейт відомий своїми музичними та оперними постановками, Еббі засновали в 1904 році групою акторів, включаючи Вільяма Батлера Єйтса, майбутнього драматурга. На підмостках Еббі ставилися і п'єси Бернарда Шоу.
У Дубліні розташований Державний музей геральдики, заснований у 1908 році і є одним з найстаріших у світі музеїв цієї тематики. 1976 року в Дубліні відкрилася Дублінська соборна мечеть, яка стала першою мечеттю Ірландії. У місті також є Ірландський музей сучасного мистецтва, Національний музей Ірландії, Національна галерея Ірландії, музей пива Гіннес тощо. Визначною пам'яткою історії і культури Ірландії є Дублінський замок, у якому зокрема розміщена Бібліотека Честера Бітті з великою колекцією давніх рукописів, стародруків, художніх робіт та творів декоративно-вжиткового мистецтва.

## Освіта

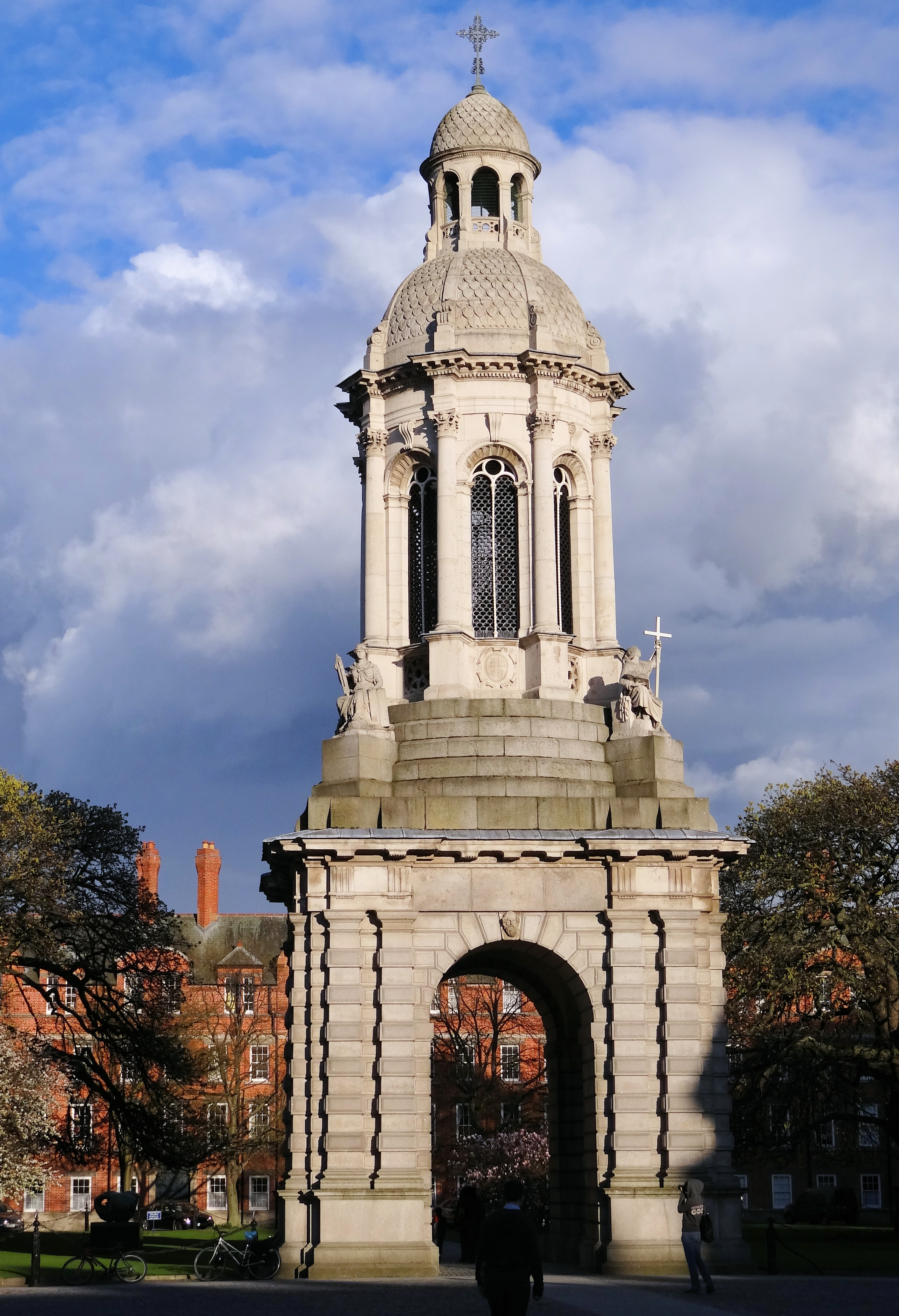
Триніті Коледж

Дублін є головним центром освіти в Ірландії. 2012 року місто стало європейською столицею науки.
Університет Дубліна — найстаріший університет Ірландії, був заснований у XVI столітті. Його складова Триніті Коледж було засновано на підставі Королівського статуту у 1592 році Єлизаветою І і був закритий для відвідання католиками. Він розташований в центрі міста в кварталі Коледж грин. В університеті навчається близько 15,000 студентів.
Національний університет Ірландії теж розташований в Дубліні, головною складовою університету є University College Dublin, він є найбільшим університетом Ірландії, у ньому навчається 22,000 студентів.
Дублінський міський університет спеціалізується в галузі бізнесу, техніки та промисловості. У ньому навчається близько 10 000 студентів.
Дублінський технологічний інститут (DIT) є сучасним технічним коледжем і найбільшим в країні не-університетським вищим навчальним закладом. Спеціалізується не тільки на технічних напрямах, але також на мистецтві й гуманітарних науках. У ньому навчається близько 22 000 студентів.
Королівський медичний коледж Ірландії входить до складу Національного університету Ірландії, розташований в центрі Дубліна, у кварталі Сан-Стефан грин.
Інші освітні заклади Дубліна: «Національний Коледж Мистецтв, Дублінська бізнес школа, Національний коледж Ірландії, Гріффіт коледж Дубліна».
Також в Дубліні розташований Інститут європейських справ.

## Міста-побратими
- Барселона, Іспанія
- Будапешт, Угорщина
- Ліверпуль, Велика Британія
- Мацуе, Японія
- Монреаль, Канада
- Сан-Хосе, США
- Емметсбург, США

## Персоналії
- Джонатан Свіфт (1667—1745) — церковний діяч, публіцист, сатирик, англомовний ірландський письменник
- Артур Веллслі (1769—1852) — британський полководець і державний діяч, британський фельдмаршал
- Брем Стокер (1847—1912) — ірландський письменник
- Полін Адамс (1874—1957) — американська войовнича суфражистка
- Вільям Десмонд (1878—1949) — американський актор кіно
- Герберт Бренон (1880—1958) — американський кінорежисер
- Баррі Фіцджеральд (1888—1961) — ірландський актор
- Седрік Гіббонс (1893—1960) — американський артдиректор, художник-постановник і архітектор, дизайнер статуетки «Оскар»
- Джеральдін Фіцджеральд (1913—2005) — американська актриса, уродженка Ірландії
- Річард Тодд (1919—2009) — ірландський кіноактор
- Корнеліус Раян (1920—1974) — ірландський та американський журналіст і письменник
- Мойя Бреннан (* 1952) — ірландська співачка, автор пісень, продюсер та філантроп
- Колм Міні (* 1953) — ірландський актор
- Боно (* 1960) — ірландський рок-музикант, вокаліст
- Джонатан Ріс-Маєрс (* 1977) — ірландський кіноактор.
- Девід О'Салліван — ірландський дипломат.

## Українська складова
Станом на грудень 2016 року діє душпастирство УГКЦ при римо-католицькій церкві Пресвятого Хреста в Дубліні.

## Галерея

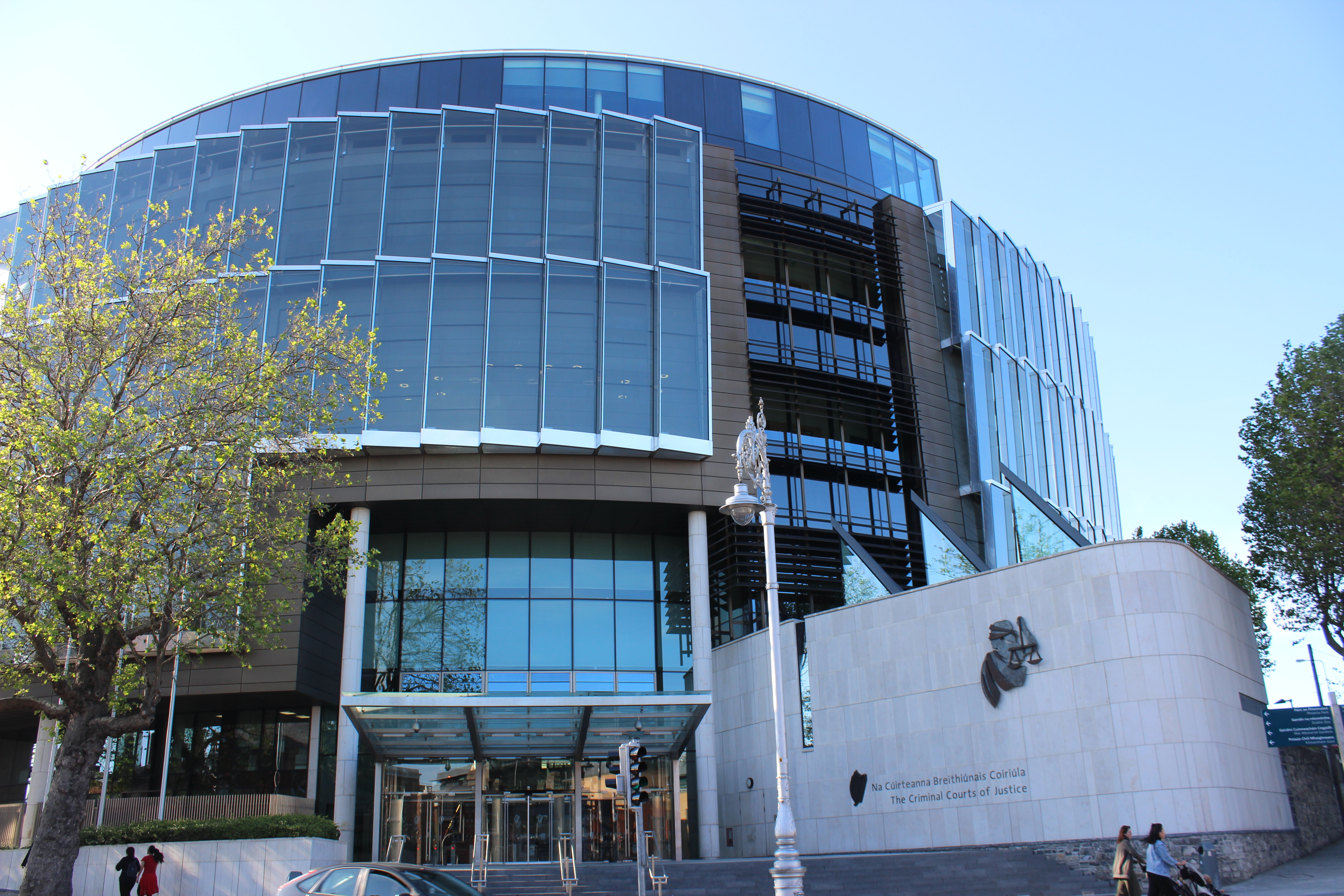
Кримінальний суд, Дублін
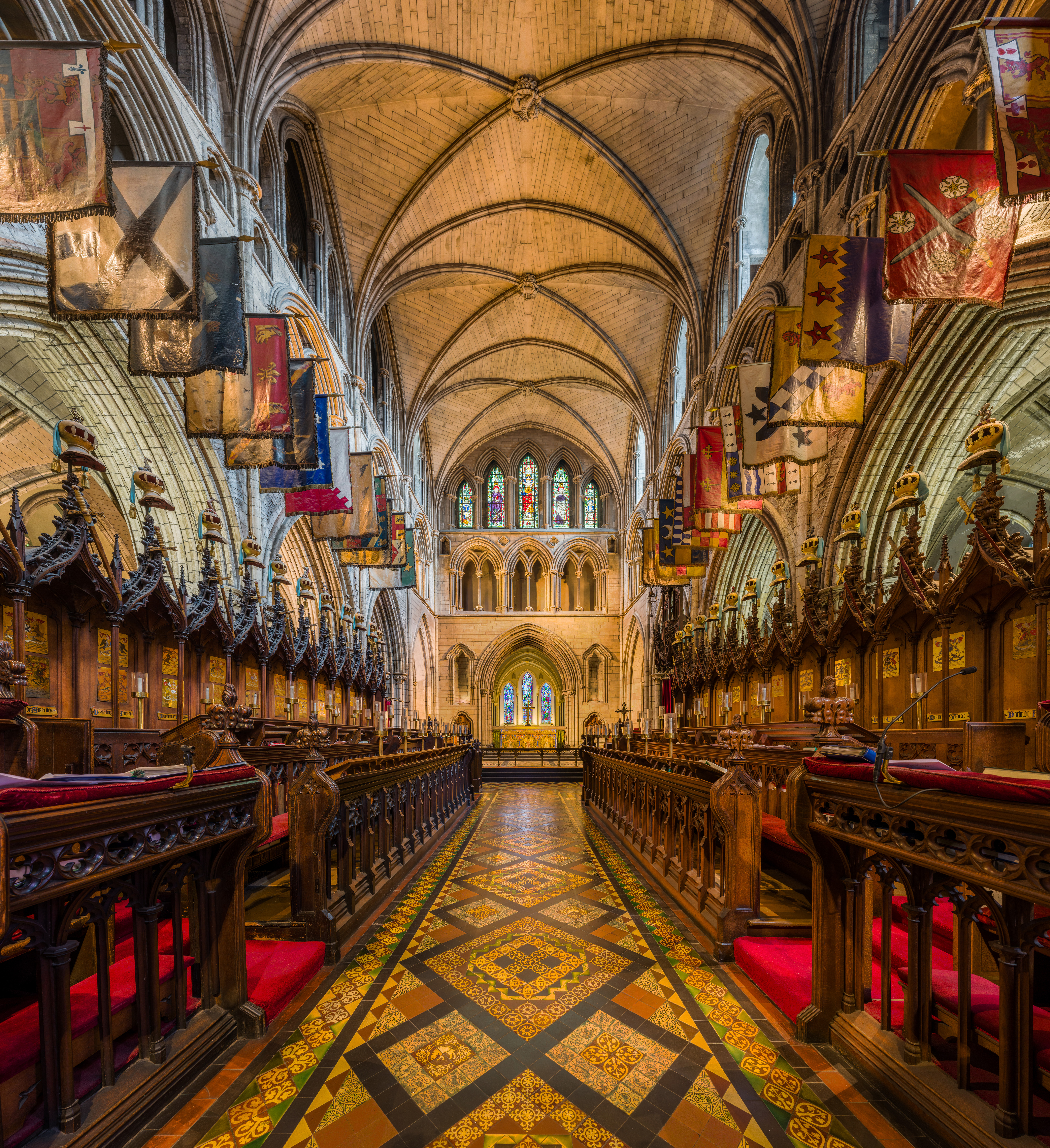
Хор собору Святого Патріка в Дубліні
Сад пам'яті
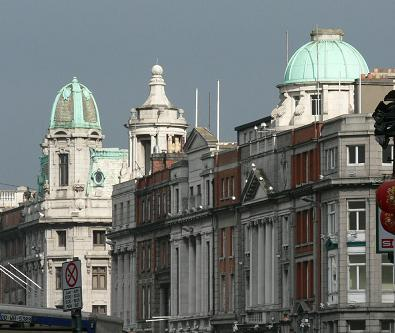
Неокласичні будівлі
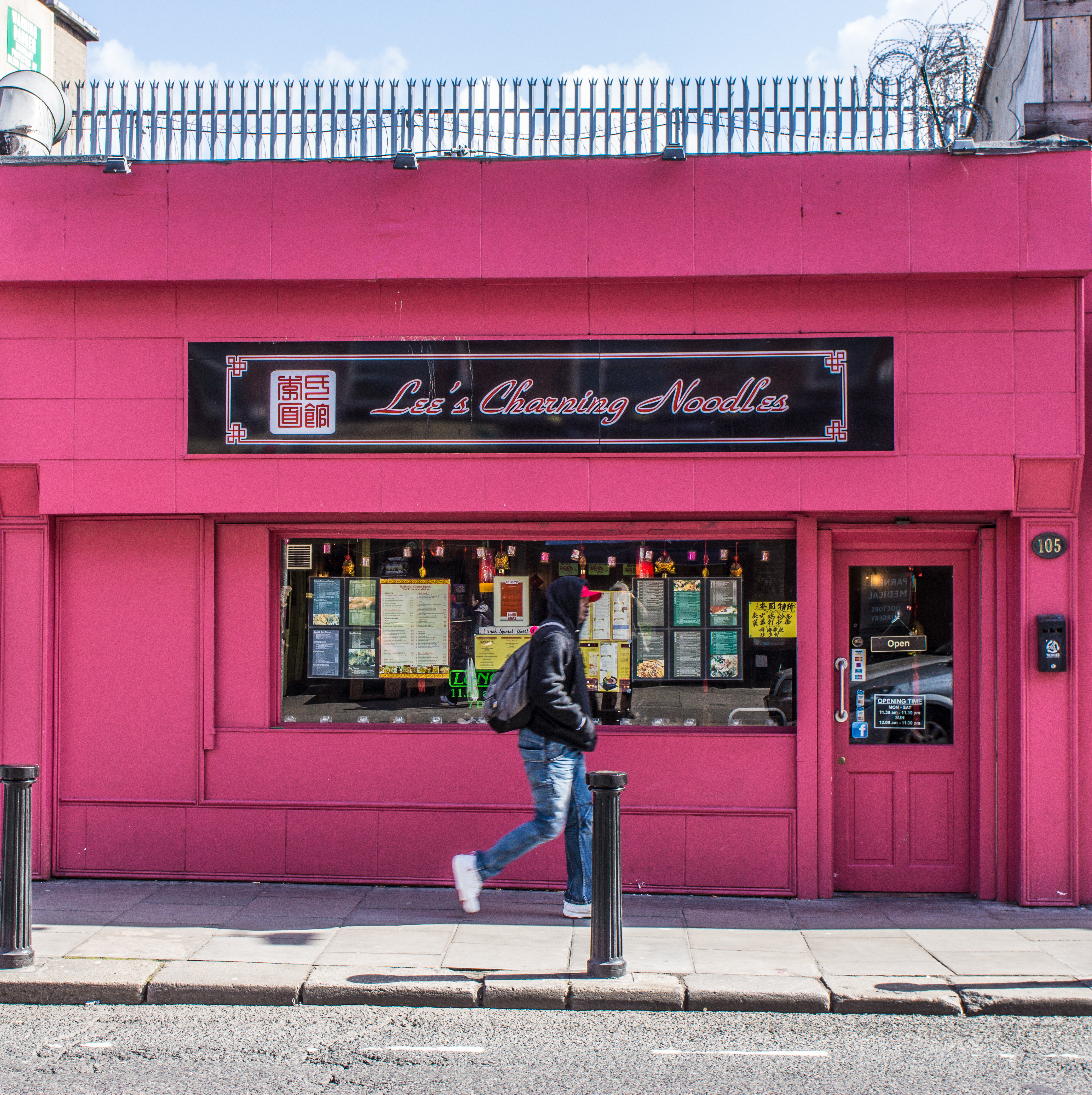
Ресторан у китайському кварталі Дубліна
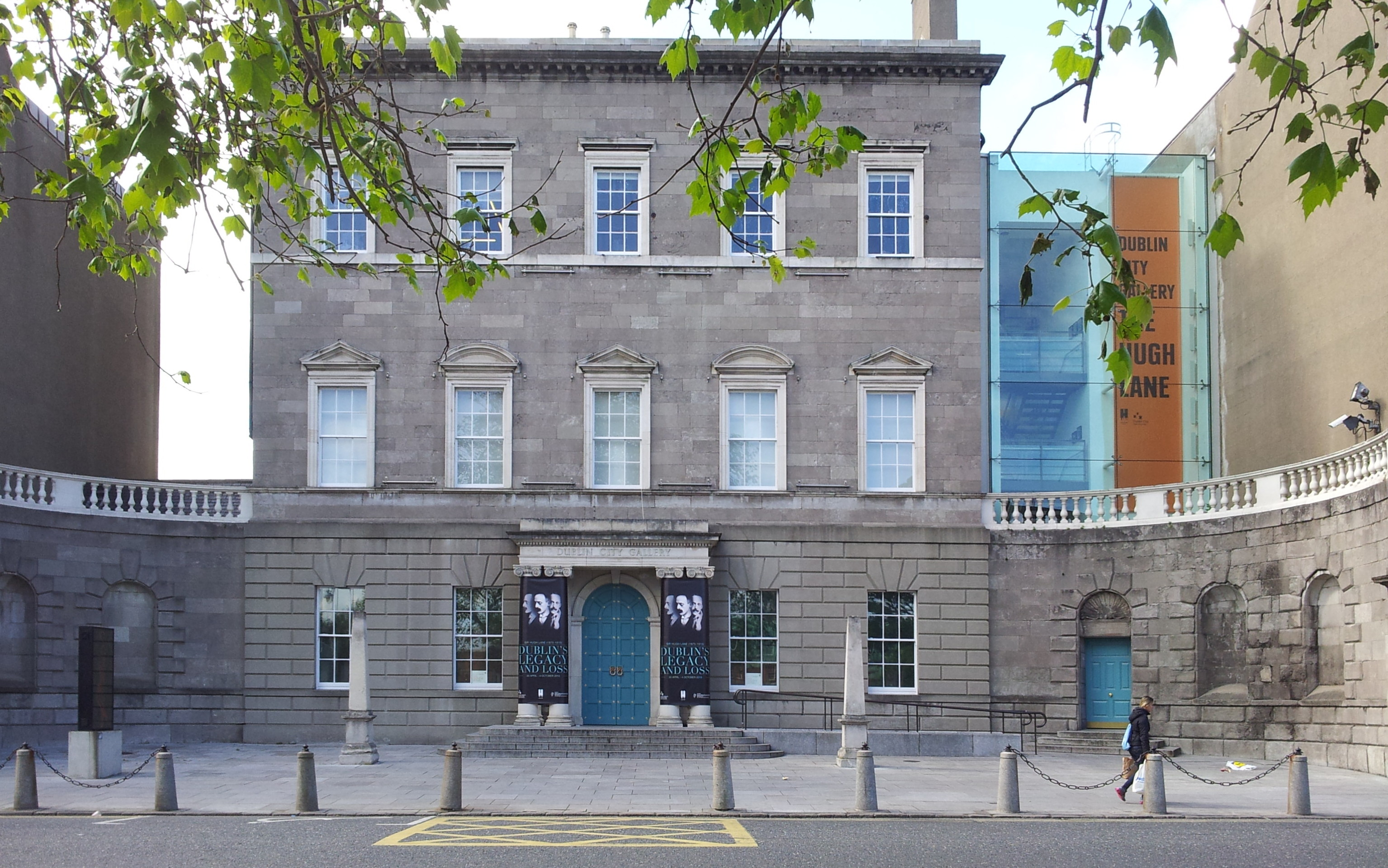
Дублінська галерея
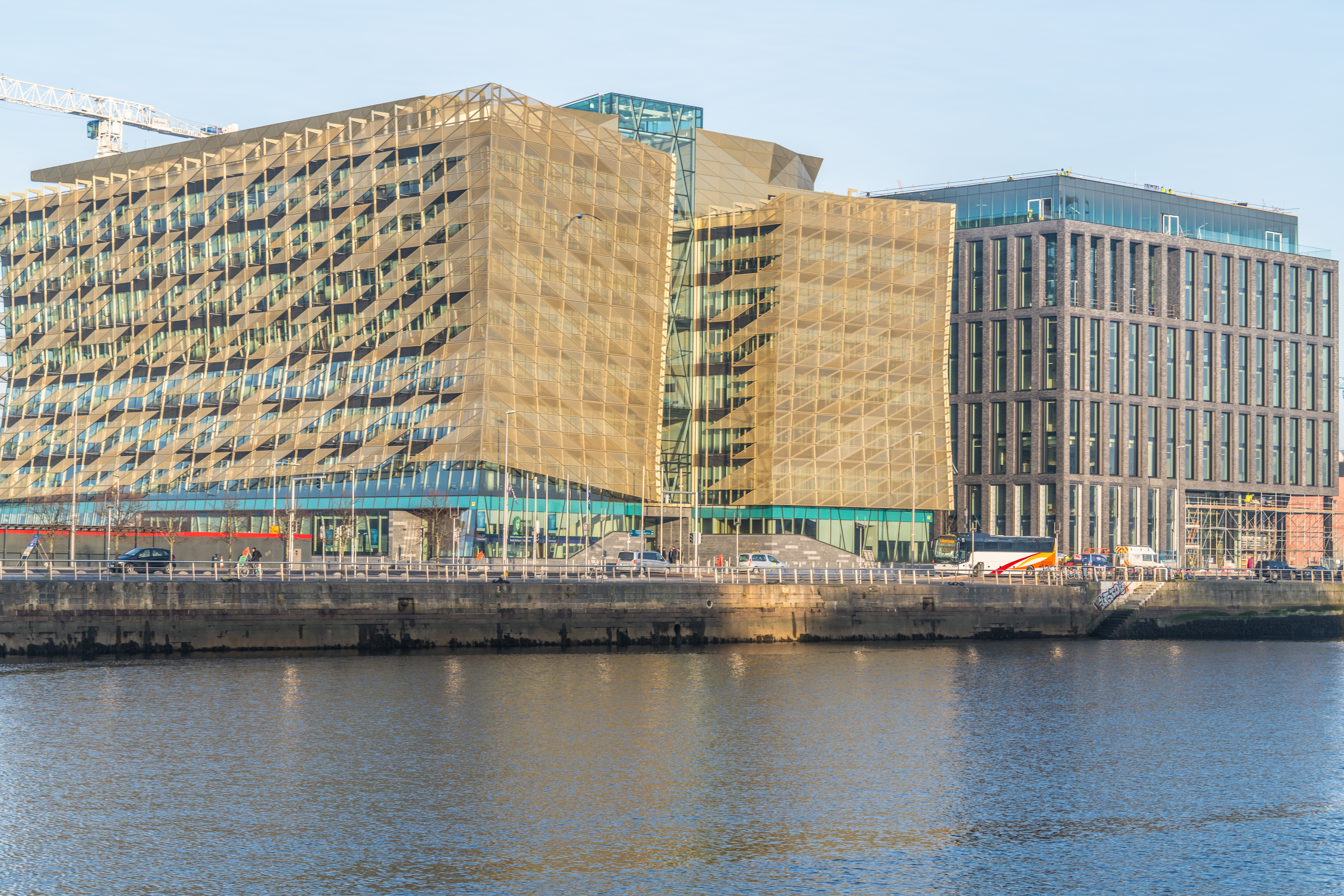
Центральний банк Ірландії
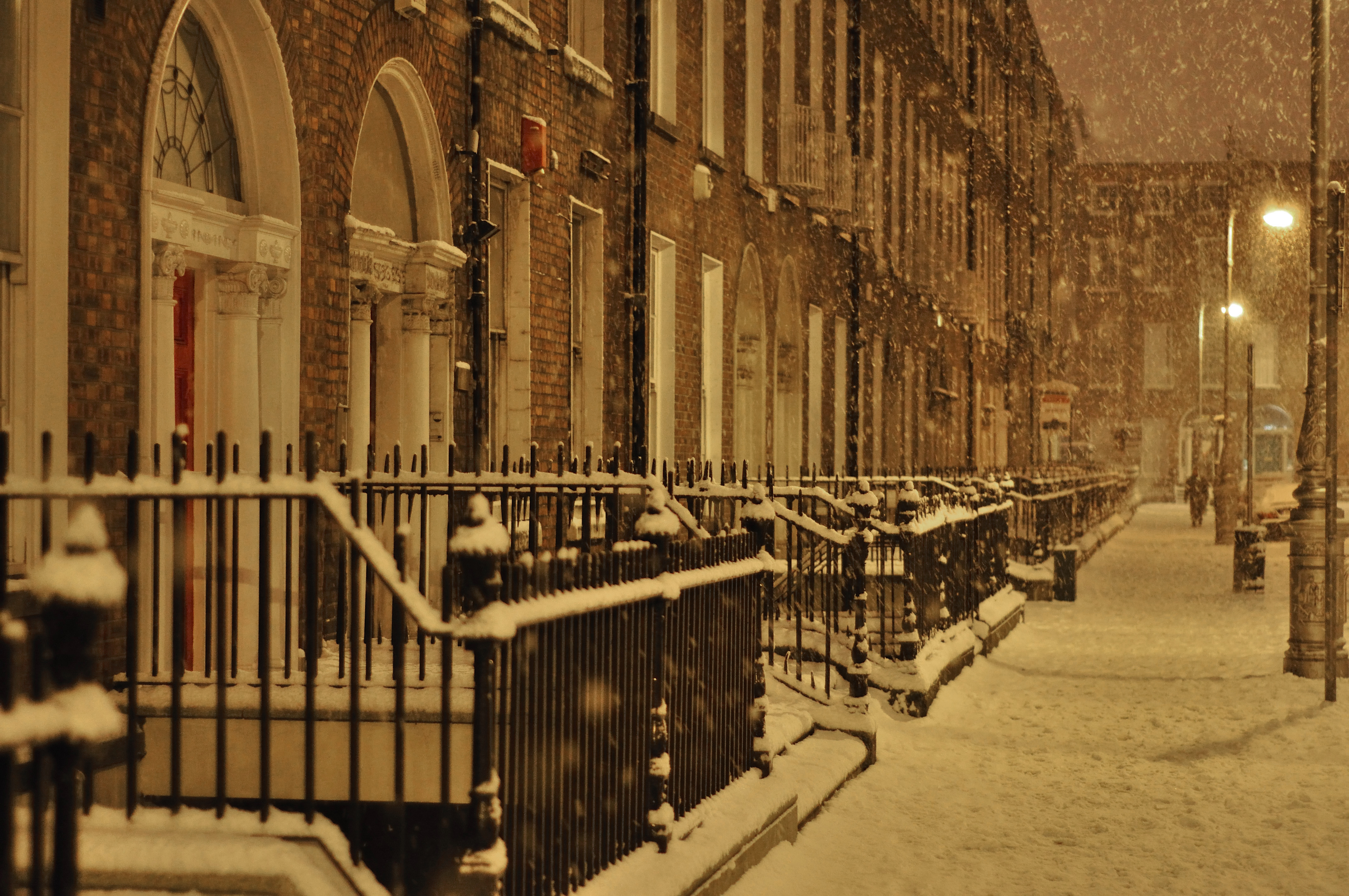
Дублін взимку
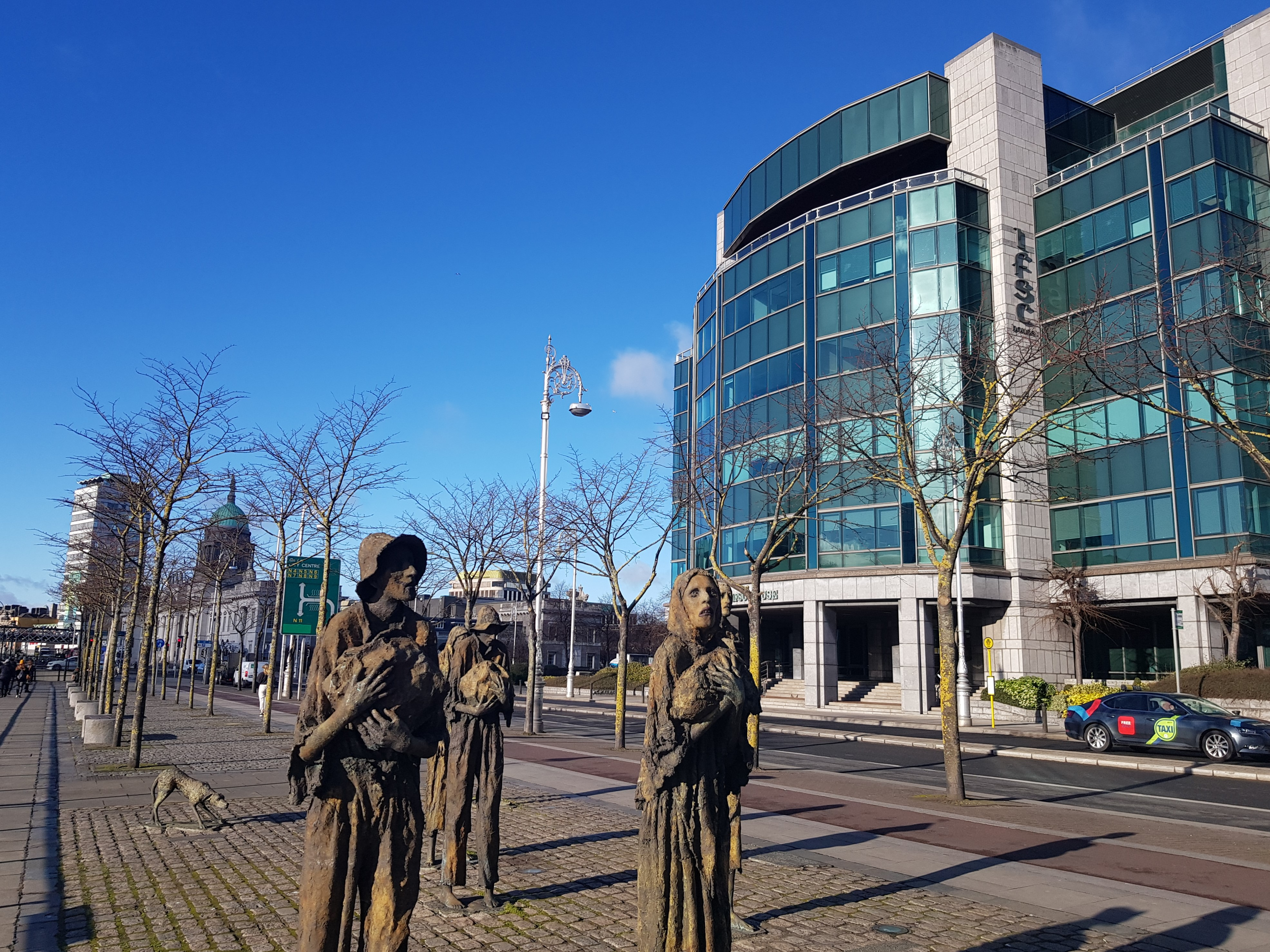
Меморіал Голодомору в Дубліні
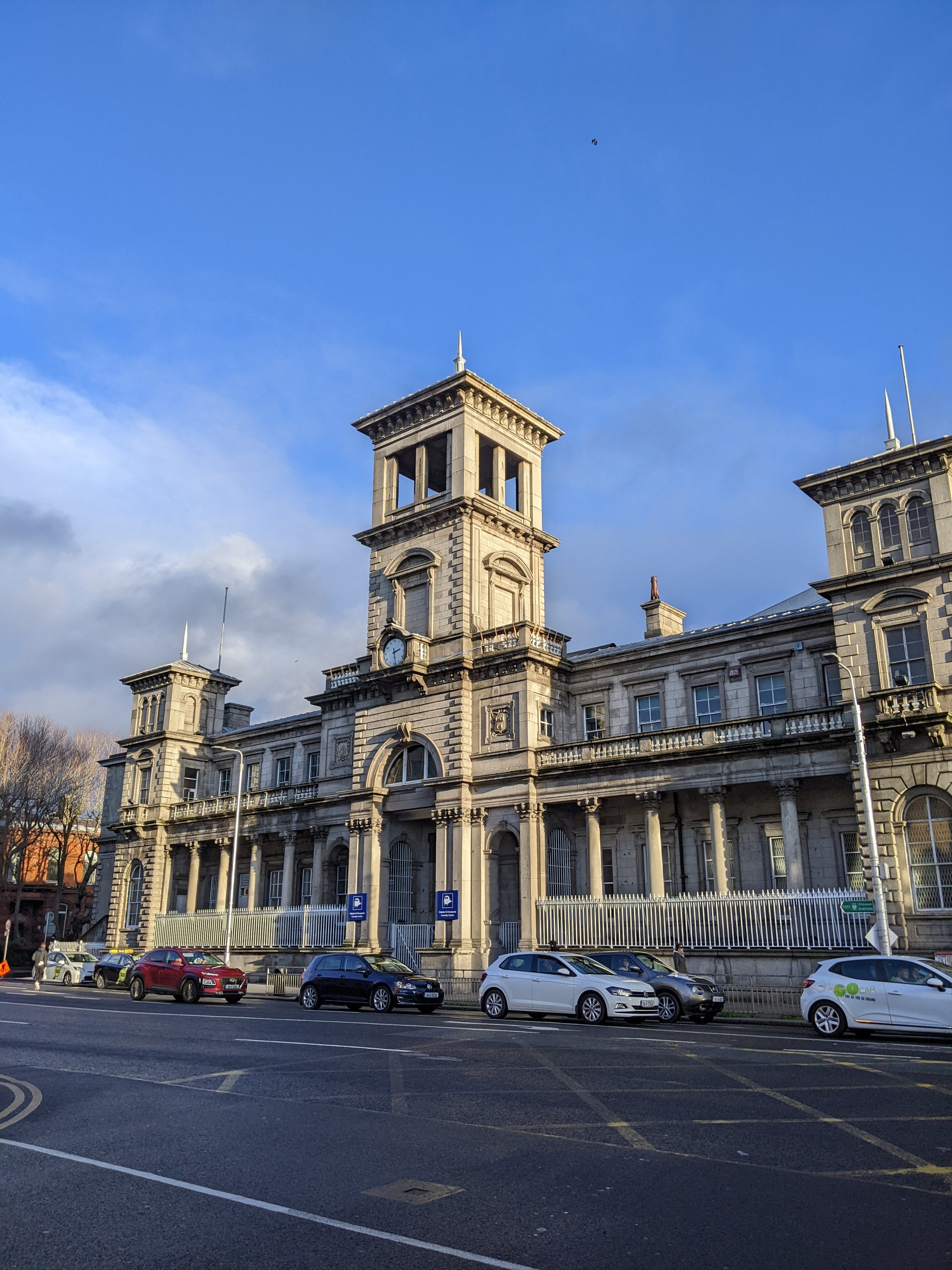
Дублінський вокзал Коннолі
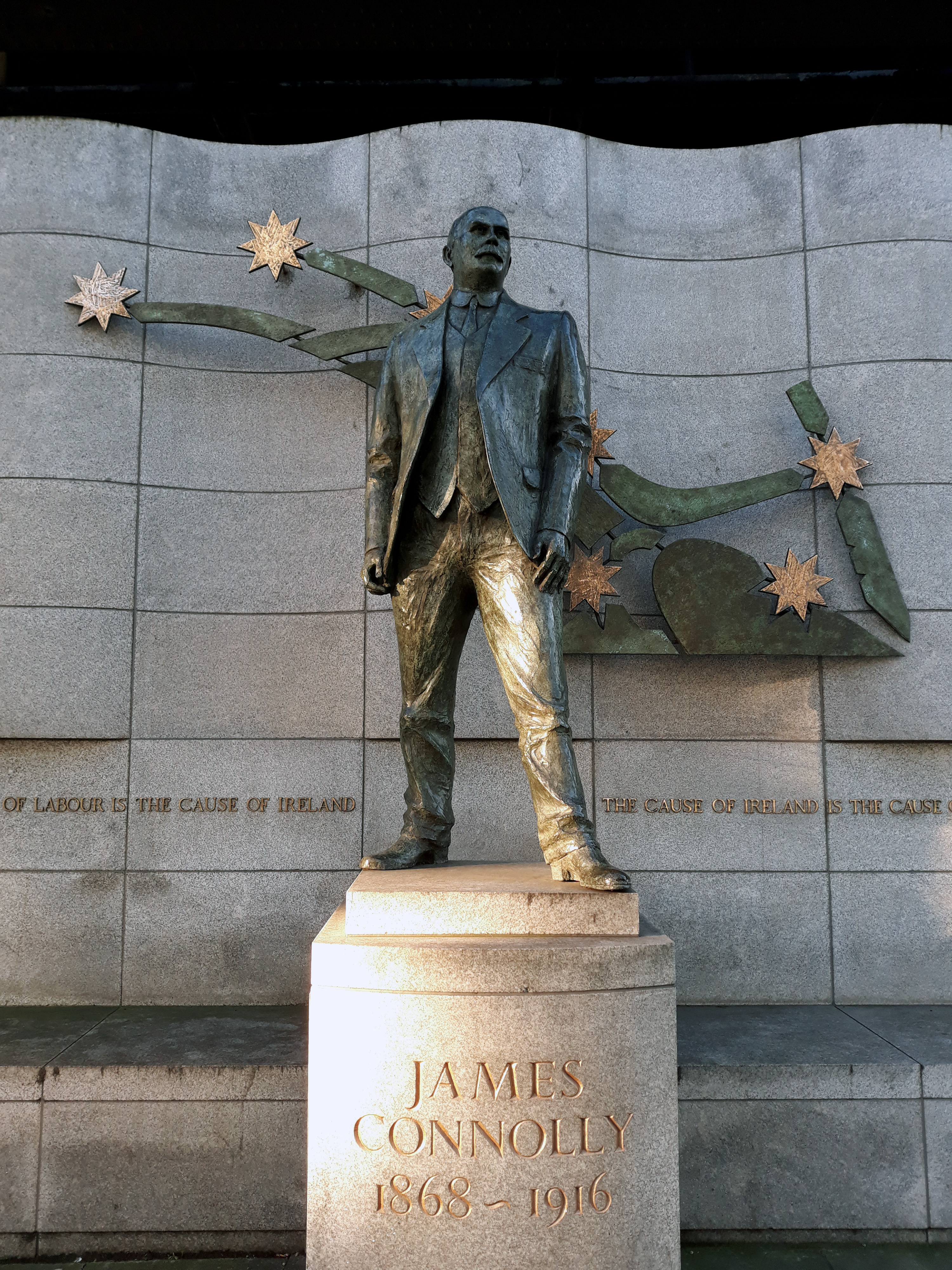
Статуя Джеймса Конноллі в Дубліні